# Ruszó Tibor
Ruszó Tibor (Rimaszombat, 2003. október 23. –) roma származású magyar énekes.

## Életpályája
A magyar határtól 20 kilométerre, Szlovákiában, Balogújfaluból származik, zenész családból.
Énekesi tehetsége már korán feltűnt családjának, noha nem kapott zenei képzést. Kisgyermekként fellépett egy helyi rendezvényen, ami után a falujában „aranytorkúnak” hívták. Kezdetben iskolákban, esküvőn, falunapokon lépett fel.
2019-ben Ruszó Tibor nyerte meg az X-Faktort. Azóta több saját dallal, videóklippel jelentkezett, melyek milliós nézettséget értek el.

## Diszkográfia

### Kislemezek
| Év   | Dal                                     | Legmagasabb helyezés | Legmagasabb helyezés | Legmagasabb helyezés | Legmagasabb helyezés | Legmagasabb helyezés | Minősítések  |
| Év   | Dal                                     | Mahasz               | Mahasz               | Mahasz               | Mahasz               | Mahasz               | Minősítések  |
| Év   | Dal                                     | Rádiós Top 40        | Editors' Choice      | Magyar Rádiós Top 40 | Dance Top 40         | Single Top 40        | Minősítések  |
| ---- | --------------------------------------- | -------------------- | -------------------- | -------------------- | -------------------- | -------------------- | ------------ |
| 2019 | Túl az álmokon                          | -                    | -                    | -                    | -                    | 34                   | Platinalemez |
| 2020 | Mindenem                                | -                    | -                    | -                    | -                    | -                    |              |
| 2020 | Te vagy az egyetlen                     | -                    | -                    | -                    | -                    | -                    | Aranylemez   |
| 2020 | Nekünk a Balaton                        | -                    | -                    | -                    | -                    | -                    |              |
| 2020 | Nélküled                                | -                    | -                    | -                    | -                    | -                    |              |
| 2021 | Most jó                                 | -                    | -                    | -                    | -                    | -                    |              |
| 2021 | Ne játssz a szívemmel                   | -                    | -                    | -                    | -                    | -                    |              |
| 2023 | Kitaszított (Szabó Nikivel és Buraival) | -                    | -                    | -                    | -                    | -                    |              |
| 2023 | Tábortűz/Amarici (Nótár Mary-vel)       | -                    | -                    | -                    | -                    | -                    |              |